# Tinda (vattendrag i Kongo-Kinshasa)
Tinda är ett vattendrag i Kongo-Kinshasa, ett biflöde till Itimbiri. Det rinner genom provinsen Bas-Uele, i den norra delen av landet, 1 200 km nordost om huvudstaden Kinshasa.